# 말리 (2012년 영화)
《말리》(Marley)는 2012년 개봉한 밥 말리의 일생을 그린 다큐멘터리 영화이다.

## 출연

### 주연
- 밥 말리
- 지기 말리
- 지미 클리프

### 조연
- 리타 말리
- 세델라 말리

## 기타
- 현지프로듀서: 나탈리 톰슨